# 44 (عدد)
44 (الأربعة والأربعين) هو عدد طبيعي يلي العدد 43 ويسبق العدد 45.
44 هو رقم تريبوناتشي.